# Liberty Hill (Teksas)
Liberty Hill je grad u američkoj saveznoj državi Teksas. Prema popisu stanovništva iz 2010. u njemu je živjelo 967 stanovnika.